# Église Saint-Pancrace de Ray-sur-Saône
Pour les articles homonymes, voir Église Saint-Pancrace et Saint-Pancrace.
L'église Saint-Pancrace de Ray-sur-Saône est une église catholique située à Ray-sur-Saône, en France.

## Localisation
L'église est située sur la commune de Ray-sur-Saône, dans le département français de la Haute-Saône.

## Historique
La construction de l'église actuelle date de 1768 et est l'œuvre de l'architecte Pierre Girard.
L'édifice est inscrit au titre des monuments historiques en 2013.